# Lia Andrea Ramos
Lia Andrea Ramos (Davao, 11 gennaio 1981) è una modella filippina, eletta Binibining Pilipinas-Universe 2006.
In seguito ha rappresentato le Filippine in occasione del concorso Miss Universo 2006, che si è tenuto a Los Angeles, in California. Pur non riuscendo ad entrare nella rose delle quindici finaliste, Lia Andrea Ramos ha ottenuto il titolo di Miss Photogenic.  
Lia Andrea Ramos è laureata in scienze politiche presso l'Università pubblica delle Filippine-Diliman. Dopo i concorsi ha intrapreso la carriera di modella, ed è comparsa in numerose campagne pubblicitarie, fra cui quella della Kohl's.